# مغزرة تحت شوكية
مغزرة تحت شوكية (الاسم العلمي:Polygala subspinosa) هي نوع من النباتات تتبع جنس المغزرة من الفصيلة المغزرية.